# Ai Yazawa
Ai Yazawa (矢沢あい Yazawa Ai) (född i Hyōgo prefektur, Japan den 7 mars 1967) är en populär mangaskapare. Hennes artistnamn kommer från den Japanska sångaren Eikichi Yazawa, vilket hon är ett stort fan av.
Yazawa började sin karriär år 1985 och hennes mest kända mangor är Tenshi Nanka Ja Nai, Gokinjo Monogatari, Paradise Kiss, och Nana. 
Yazawas serier riktar sig huvudsakligen till kvinnor. Handlingen kretsar vanligen kring unga kvinnor och deras relationer, och rollfigurerna är så gott som alltid väldigt modeinriktade - även Yazawa är känd för sitt sinne för mode. Hon har också publicerat tre "artbooks".

## Lista över mangor
- 15-nenme (1986)
- Love Letter (1987)
- Kaze ni Nare! (1988)
- Escape (1988)
- Ballad Made Soba ni Ite (1989, 2 volymer)
- Marine Blue no Kaze ni Dakarete (1990-1991, 4 volymer)
- Tenshi Nanka Ja Nai (1992-1995, 8 volymer)
- Usubeni no Arashi (1992)
- Gokinjo Monogatari (1995-1998, 7 volymer)
- Kagen no Tsuki (1998-1999, 3 volymer)
- Paradise Kiss (2000-2003, 5 volymer, producerad av Shodensha)
- NANA (2000- framåt, fortfarande pågående, 21 volymer i Japan än så länge)
- Princess Ai (2004-2006, 3 volymer, enbart design)